# 臺南左鎮化石園區
臺南左鎮化石園區位於臺灣臺南市左鎮區，與光榮實小共構，前身為菜寮化石館。1971年時在左鎮菜寮溪畔發現台灣的第一塊左鎮人化石，故以地名與化石為此館命名。以往菜寮溪流域經常在大雨過後，河床上會出現從地層沖刷出的古生物化石，經探勘人員研究後發現此地蘊藏的左鎮動物群化石數量都十分驚人。
1981年，臺南縣政府正式成立菜寮化石館，將珍貴化石與許多歷史文物收藏於館內，以利民眾前往參觀。2017年2月開始重新改建成化石園區，並於2019年5月中開幕。

## 沿革

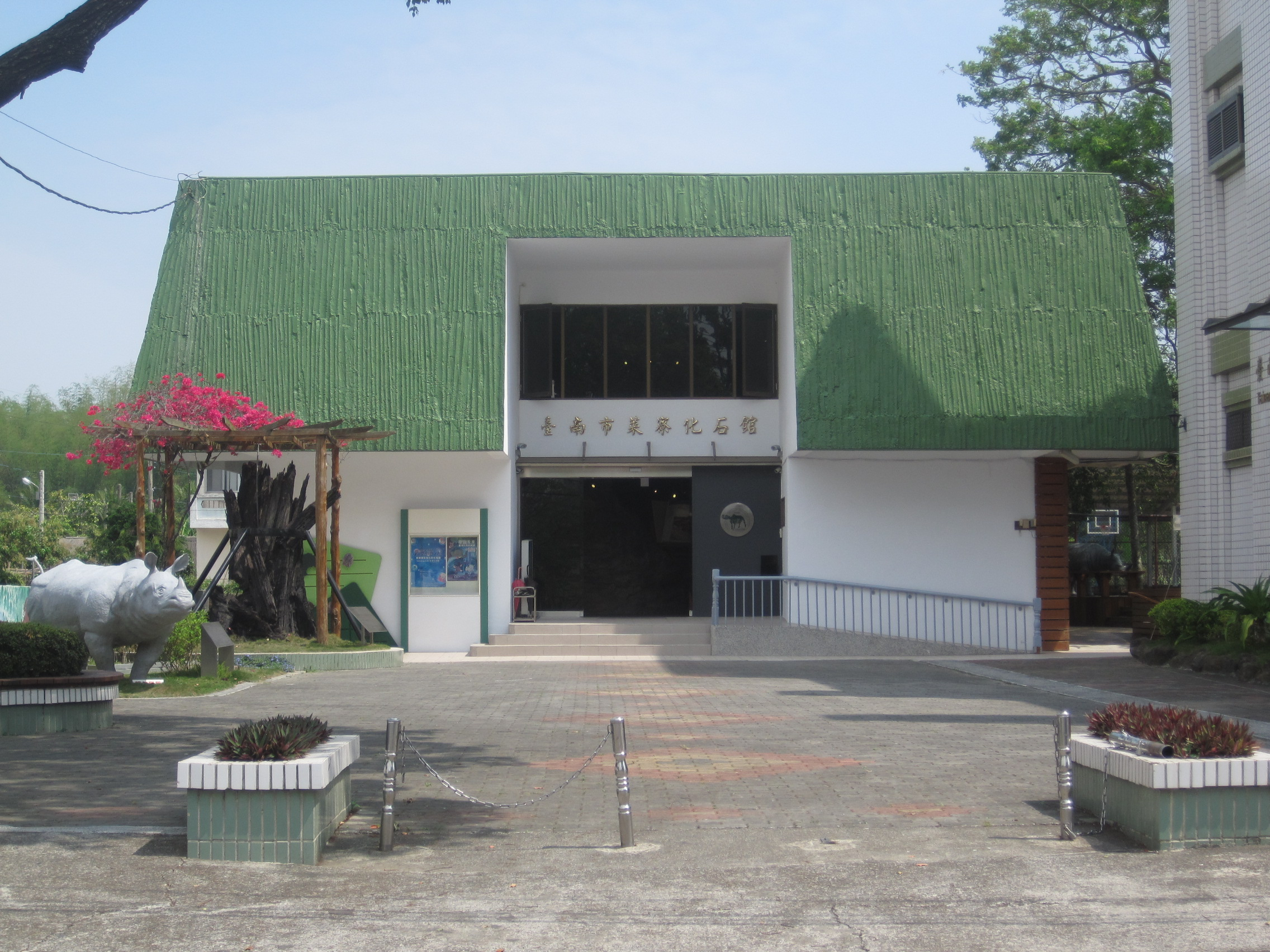
原菜寮化石館，現已改建為化石園區的「故事館」

在台南縣市合併前，由於發現的古老化石眾多，臺南縣政府於1981年正式成立菜寮化石館，由長期致力採集化石的「化石爺爺」陳春木出任館員。收集保存並展示菜寮溪挖掘出之化石，並不定期舉辦化石主題展，內容豐富，兼具歷史與教育意義。
2010年台南縣市合併後，由台南市政府文化局繼續延續收集保存並展示菜寮溪挖掘出之化石之工作各項展覽業務。左鎮區為台灣重要珍貴古化石出土區，加上有許多平埔族歷史文物收藏與民間人士大力奉獻、推展與支持，加上為加強與國立台灣博物館的長期合作，台南縣政府1997年在化石館另增建一棟國立台灣博物館台南分館－臺南市自然史教育館，自然史教育館目前共有三層樓，一樓為當季特色展，二樓則為化石展，三樓則為平埔族文化展，除了可以強調地方特色外，其最重要的目的則是希望培養民眾對於自然史與自然資源的認識。
2017年2月，臺南市政府進行菜寮化石館第一期改建工程，從原來的兩館擴建為五館，包括自然史教育館、故事館、生命演化館、化石館及探索館，並於2019年5月12日開幕，成為全台首座且唯一之化石教育園區。開幕當日，吸引2萬5千人參觀。
但在化石園區開幕數月後，園區內有部分複製品標本遭到破壞、多媒體互動設備受損等情況，因此臺南市政府文化局決定在2019年10月1日起休館施工，10月7日重新開放。

## 交通資訊
- 開車：（園區周邊道路將會指引停車場方向）
  - 國道一號→台南系統交流道→國道八號→新化端左轉台20線→續行台20線約7.5公里即可到達
  - 國道三號→新化系統交流道→國道八號→新化端左轉台20線→續行台20線約7.5公里即可到達
- 大台南公車：

| 編號                 | 經營業者 | 路線                       | 停靠站       |
| -------------------- | -------- | -------------------------- | ------------ |
| 山博行 假日公車      | 興南客運 | 左鎮化石園區－南瀛天文園區 | 左鎮化石園區 |
| 綠幹線               | 興南客運 | 臺南轉運站－新化－玉井     | 左鎮化石園區 |
| 綠幹線 區間車（東1） | 興南客運 | 新化－玉井                 | 左鎮化石園區 |
| 綠幹線 區間車（東2） | 興南客運 | 新化－那拔林－左鎮化石園區 | 左鎮化石園區 |
| 綠12                 | 興南客運 | 新化－南化區公所－玉山     | 左鎮化石園區 |
| 綠12區間車-1         | 興南客運 | 臺南轉運站／新化－南化國中 | 左鎮化石園區 |

- 公共自行車YouBike2.0：左鎮化石園區（20車柱）

## 外部連結
- 臺南左鎮化石園區 （页面存档备份，存于）